# Айыртауское
Айыртауское (каз. Айыртау) — село в Айыртауском районе Северо-Казахстанской области Казахстана. Входит в состав Елецкого сельского округа. Код КАТО — 593240300.

## Население
В 1999 году население села составляло 189 человек (94 мужчины и 95 женщин). По данным переписи 2009 года в селе проживало 152 человека (81 мужчина и 71 женщина).